# Fuzors
Fuzors (od ang. fusion - połączenie) – podtyp zabawek Transformers wprowadzony na rynek w latach 1997-1998 jako druga fala zabawek z serii Beast Wars. Fuzory, zarówno Maximale, jak i Predacony, posiadały cechy dwóch różnych zwierząt (np. krokodyla i żółwia w przypadku Terragatora). W serialu o tej samej nazwie co seria - "Beast Wars" - Fuzorów reprezentowały dwie postacie, Quickstrike (Predacon) i Silverbolt (Maximal). Ich kapsuły hibernacyjne, wyrzucone przez statek Maximali podczas awaryjnego lądowania na Ziemi, rozbiły się na powierzchni planety, co spowodowało uszkodzenie ich skanerów DNA - urządzeń, dzięki którym mogli zeskanować żyjące wówczas zwierzęta i przybrać ich formy. Uszkodzone skanery pobrały "dane" od różnych istot i dlatego Fuzory posiadały różne ich elementy. Wszystkie Fuzory były kiedyś Maximalami, protoformami z kapsuł. Warty odnotowania jest fakt, że Fuzory mieli pewne cechy Transmetali. Na przykład w odcinku "Other Visits" zarówno Fuzory jak i Transmetale potrafiły naprawić uszkodzenia spowodowane przez bronie Voka, podczas gdy zwykli Transformerzy musieli poczekać na odnowę w kapsułach naprawczych.

## Postacie
Maximalscy Fuzorzy to:
- Silverbolt (wilk i orzeł)
- Torca (orka i słoń)
- Airhammer (rekin-młot i orzeł)
- Bantor (pawian i tygrys)
- Noctorro (byk i nietoperz)

Predacońscy Fuzorzy to:
- Quickstrike (skorpion z kobrą zamiast ogona)
- Injector (szkaradnica i szerszeń)
- Sky Shadow (ważka i jaszczurka)
- Buzzclaw (modliszka i jaszczurka)
- Terragator (żółw i aligator)

W późniejszej serii pojawiła się postać Magmatron, która była kombinacją trzech oddzielnych dinozaurów. Pojawił się także Tigerhawk, który był połączeniem dwóch starych Maximali, Tigertrona i Airazor.